# Quận Dougherty, Georgia
Quận Dougherty là một quận trong tiểu bang Georgia, Hoa Kỳ. Quận lỵ đóng ở thành phố Albany 6. Theo điều tra dân số năm 2010 của Cục điều tra dân số Hoa Kỳ, quận có dân số 94.565 người 2.